# Dendrobium diodon
Dendrobium diodon är en orkidéart som beskrevs av Heinrich Gustav Reichenbach. Dendrobium diodon ingår i släktet Dendrobium, och familjen orkidéer.

## Underarter
Arten delas in i följande underarter:
- D. d. diodon
- D. d. kodayarensis